# Liste der Biografien/Tus
Liste der Biografien |
Portal Biografien |
Personensuche
# |
A |
B |
C |
D |
E |
F |
G |
H |
I |
J |
K |
L |
M |
N |
O |
P |
Q |
R |
S |
T |
U |
V |
W |
X |
Y |
Z |
?
 
Ta |
Tc |
Te |
Tf |
Tg |
Th |
Ti |
Tj |
Tk |
Tl |
Tm |
To |
Tq |
Tr |
Ts |
Tu |
Tv |
Tw |
Tx |
Ty |
Tz
 
Tua |
Tub |
Tuc |
Tud |
Tue |
Tuf |
Tug |
Tuh |
Tui |
Tuj |
Tuk |
Tul |
Tum |
Tun |
Tuo |
Tup |
Tuq |
Tur |
Tus |
Tut |
Tuu |
Tuv |
Tuw |
Tux |
Tuy |
Tuz
Die Liste der Biografien führt alle Personen auf, die in der deutschsprachigen Wikipedia einen Artikel haben. Dieses ist eine Teilliste mit 105 Einträgen von Personen, deren Namen mit den Buchstaben „Tus“ beginnt.

## Tus
- Tuş, Orhan (* 1931), türkischer Boxer

### Tusa
- Tusa, Antonio (1900–1982), Schweizer Komponist und Cellist
- Tusa, Erzsébet (1928–2017), ungarische Pianistin
- Tusa, Frank (* 1947), US-amerikanischer Jazzbassist
- Tusa, John (* 1936), britischer Radio- und Fernsehjournalist sowie Kunstmanager
- Tusa, Sebastiano (1952–2019), italienischer Archäologe und Kulturpolitiker
- Tusa, Vincenzo (1920–2009), italienischer Klassischer Archäologe
- Tusar, Vlastimil (1880–1924), tschechischer sozialdemokratischer Politiker und zweiter Ministerpräsident der Tschechoslowakei
- Tusar-Taxis, Hedwig (* 1891), Ehefrau des tschechoslowakischen Ministerpräsidenten
- Tušas, Aivaras (* 1976), litauischer Politiker

### Tusc
- Tusch, Alexander (* 1992), österreichischer Volleyballspieler
- Tüsch, Hans Erhart, Verfasser der Burgundischen Historie und drei kleinerer Dichtungen
- Tusch, Maria (1868–1939), österreichische Politikerin (SDAP), Abgeordnete zum Nationalrat
- Tusch, Rudi (* 1954), deutscher Skisprungtrainer und -funktionär
- Tuschák, Katalin (* 1959), ungarische Florettfechterin
- Tuschak-Lafite, Helene (1879–1971), österreichische Journalistin und Frauenrechtlerin
- Tuschek, Franz (1899–1967), österreichischer Marathonläufer
- Tuschel, Karl-Heinz (1928–2005), deutscher Science-Fiction-Autor, Lyriker und Kabaretttexter
- Tüschen, Katharina (1927–2012), deutsche Schauspielerin
- Tuschen, Wilhelm (1903–1961), deutscher römisch-katholischer Geistlicher und Weihbischof in Paderborn
- Tüscher, Bruno (* 1984), Schweizer Politiker (FDP.Die Liberalen)
- Tuscher, Markus († 1751), deutscher Maler und Kupferstecher
- Tuscher, Mathéo (* 1996), französisch-schweizerischer Automobilrennfahrer
- Tuscher, Peter (* 1954), deutscher Jazzmusiker
- Tuscherer, Eugen (1899–1974), Produzent beim deutschen und französischen Film
- Tuschi, Cyril (* 1969), russlanddeutscher Filmregisseur
- Tuschick, Jamal (* 1961), deutscher Schriftsteller, Journalist und Literaturkritiker
- Tuschinski, Abraham Icek (1886–1942), niederländischer Kinounternehmer
- Tuschinski, Constantin von (1905–1984), rumänischer Staatsanwalt, Anwalt sowie Schriftsteller
- Tuschinski, Demeter von (* 1870), Staatsanwalt, Richter und Oberlandesgerichtspräsident (Czernowitz)
- Tuschischwili, Guram (* 1995), georgischer Judoka
- Tuschischwili, Otar (* 1978), georgischer Ringer
- Tuschke, Heinrich (1868–1935), deutscher Kaufmann, Konservenfabrikant, Wegbereiter von Sauerkraut in 1-Liter-Dosen
- Tuschl von Söldenau, Heinrich († 1376), Ritter zu Söldenau
- Tuschl von Söldenau, Schweiker I. († 1347), Ritter zu Söldenau und Vizedom an der Rott
- Tuschl, Karl (1858–1943), österreichischer Schauspieler, Regisseur und Theaterleiter
- Tuschl, Michael (* 1961), deutscher Fußballspieler
- Tuschl, Thomas (* 1966), deutscher Biochemiker und Molekularbiologe
- Tuschla, Walter (1938–2011), deutscher Dirigent und Komponist
- Tuschla-Hoffmann, Sebastian (* 1992), deutscher Komponist und Arrangeur
- Tuschmalischvili, Zaza (* 1960), georgischer Maler
- Tuschmalow, Michail (1861–1896), russischer Komponist und Dirigent
- Tuschnowa, Weronika Michailowna (1911–1965), sowjetische Ärztin und Dichterin
- Tuschy, Dietrich (1918–2002), deutscher Admiralarzt der Bundesmarine
- Tuschy, Hajo (* 1986), deutscher Schauspieler
- Tuscilius, Publius, Angehöriger des römischen Ritterstandes (Kaiserzeit)
- Tuscus, Gaius Fabricius, römischer Ritter (Kaiserzeit)

### Tusd
- Tusder, İbrahim (1915–2001), türkischer Fußballspieler und -trainer

### Tuse
- Tusek, Gerhard (* 1949), österreichischer Politiker (ÖVP), Landtagsabgeordneter, Mitglied des Bundesrates
- Tušek, Marko (* 1975), slowenischer Basketballspieler
- Tušek, Mitja (* 1961), slowenisch, schweizerisch-belgischer Maler
- Tusel, Ferdinand (1851–1935), österreichischer Politiker
- Tusell, Alfonso (1906–1960), spanischer Wasserballspieler
- Tusell, Javier (1945–2005), spanischer Historiker, Hochschullehrer und Politiker
- Tuset, Joan (* 1957), spanischer Maler und Bildhauer

### Tush
- Tusha, Afërdita (1945–2018), albanische Sportschützin
- Tüshaus, Bernhard (1846–1909), deutscher Architekt
- Tüshaus, Friedrich (1832–1885), deutscher Genre- und Historienmaler sowie Holzstecher und Illustrator
- Tüshaus, Josef (1851–1901), deutscher Maler und Bildhauer
- Tüshaus, Joseph (1799–1883), deutscher Jurist und Politiker
- Tushi, Tician (* 2001), schweizerisch-kosovarischer Fussballspieler
- Tushingham, David, englischer Dramaturg und Übersetzer
- Tushingham, Rita (* 1942), britische Schauspielerin
- Tushnet, Mark (* 1945), US-amerikanischer Jurist, Hochschullehrer und Bürgerrechtler

### Tusi
- Tūsī, Abū Dschaʿfar at- (995–1067), schiitischer Gelehrter, Sammler von Überlieferungen, Jurist und Theologe
- Tūsī, Nasīr ad-Dīn at- (1201–1274), persischer Universalgelehrter
- Tusi, Scharaf ad-Din at- († 1213), persischer Mathematiker und Astronom
- Tusidius Campester, Lucius, Konsul 142
- Tuşik, Furkan (* 1993), türkischer Fußballspieler
- Tüsiyetü Khan Cachundordsch († 1699), Khan der Khalka-Mongolen
- Tüsiyetü Khan Gombodorz († 1655), Khan der Khalka-Mongolen

### Tusk
- Tusk, Donald (* 1957), polnischer Politiker, (Platforma Obywatelska), Mitglied des SejmDonald Tusk (* 1957)

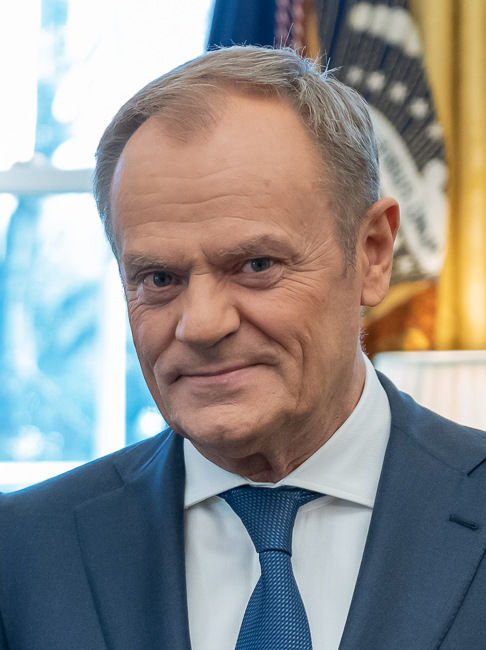
Donald Tusk (* 1957)

- Tusk, Łukasz (* 1985), polnischer Politiker, Mitglied des Sejm
- Tuskaloosa († 1540), Häuptling
- Tuškan, Grga (1845–1923), Anwalt und kroatischer Politiker im damaligen Österreich-Ungarn
- Tüskés, Gábor (* 1955), ungarischer Literaturhistoriker, Germanist, Volkskundler
- Tuskienė, Miglė (* 1971), litauische Politikerin

### Tusn
- Tusnolobowa-Martschenko, Sinaida Michailowna (1920–1980), sowjetische Sanitäterin

### Tusq
- Tusques, François (* 1938), französischer Jazzpianist
- Tusquets, Esther (1936–2012), spanische Verlegerin und Autorin
- Tusquets, Óscar (* 1941), spanischer Architekt, Maler, Designer und Verleger

### Tusr
- Tušratta, König von Hanilgabat (Mitanni)

### Tuss
- Tuss, David, US-amerikanischer Illustrator und Sportler
- Tuss, Stefan (* 1988), deutscher Nordischer Kombinierer
- Tussaud, Marie (1761–1850), Gründerin des Wachsfigurenkabinetts „Madame Tussaud“Marie Tussaud (1761–1850)

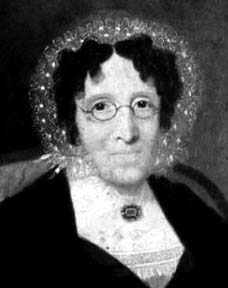
Marie Tussaud (1761–1850)

- Tusse (* 2002), schwedischer Sänger
- Tusseau, Thierry (* 1958), französischer Fußballspieler
- Tussenbroek, Catharine van (1852–1925), niederländische Medizinerin und Autorin
- Tusser, Thomas (1524–1580), englischer Dichter und Verfasser landwirtschaftlicher Arbeiten
- Tusset, Pablo (* 1965), spanischer Schriftsteller
- Tussing, Ron (* 1946), US-amerikanischer Polizeibeamter und Kommunalpolitiker
- Tüssipbekow, Raschid (* 1955), kasachischer Jurist und Politiker
- Tussman, Malka Heifetz (1893–1987), US-amerikanische Schriftstellerin in jiddischer Sprache
- Tussmann, Hans, Schweizer Bildhauer, Bildschnitzer und Fassmaler
- Tussmann, Heinrich, Duisburger Baumeister
- Tussmar, Helly (1902–1929), deutsche Fallschirmspringerin

### Tust
- Tust, Hannelore (1924–2010), deutsche Autorin

### Tusv
- Tusveld, Martijn (* 1993), niederländischer Radrennfahrer
- Tusvik, Sigrid Bonde (* 1980), norwegische Komikerin, Autorin und Moderatorin

### Tusz
- Tuszewski, Jerzy (1931–2016), polnischer Journalist, Dokumentarfilmer, Dramatiker, Radio- und Theaterregisseur und Produzent von Dokumentarfilmen
- Tuszkay, Martin (1884–1940), ungarischer Plakatkünstler und Gebrauchsgrafiker
- Tuszyńska, Agata (* 1957), polnische Autorin, Dichterin und Journalistin
- Tuszynski, Hans-Günther (* 1936), deutscher Fußballtorwart
- Tuszyński, Ladislaus (1876–1943), österreichischer Illustrator, Karikaturist und Trickfilmzeichner
- Tuszyński, Patryk (* 1989), polnischer Fußballspieler